# Velocità di crociera
La velocità di crociera è la velocità ottimale che, su un autoveicolo, velivolo oppure imbarcazione, permette di mantenere le migliori condizioni di sicurezza e di risparmio sia di tempo che di carburante. Corrisponde alla velocità che si raggiunge al regime di coppia massimo con l'ultimo rapporto disponibile. Possiamo definire quindi la velocità di crociera come la massima velocità costante che permette a tutti gli organi dell'auto di lavorare in modo corretto senza essere sfruttati permettendo di risparmiare tempo e allo stesso modo denaro.